# Eragrostis mollior
Eragrostis mollior är en gräsart som beskrevs av Pilg.. Eragrostis mollior ingår i släktet kärleksgrässläktet, och familjen gräs. Inga underarter finns listade i Catalogue of Life.